# Kotzendorf (Gemeinde Gars am Kamp)
Kotzendorf ist ein Ort und eine Katastralgemeinde der Marktgemeinde Gars am Kamp im Bezirk Horn in Niederösterreich.

## Geografie
Der Ort liegt auf einer Hochebene zwischen Gars am Kamp und Harmannsdorf. Die Seehöhe in der Ortsmitte beträgt 291 Meter. Die Fläche der Katastralgemeinde umfasst 2,39 km². Die Einwohnerzahl beläuft sich auf 47 Einwohner (Stand: 1. Jänner 2024).

## Postleitzahl
In der Marktgemeinde Gars am Kamp finden mehrere Postleitzahlen Verwendung. Kotzendorf hat die Postleitzahl 3571.

## Bevölkerungsentwicklung
| Jahr      | 1846 | 1890 | 1923 | 1951 | 1961 | 1971 | 1991 | 2001 |
| --------- | ---- | ---- | ---- | ---- | ---- | ---- | ---- | ---- |
| Einwohner | 97   | 104  | 92   | 83   | 91   | 91   | 68   | 69   |

## Geschichte
Der Ortsname beruht auf der alten Bezeichnung Chozindorf, was das Dorf eines Stammesführers Chozo bezeichnen soll. Eine frühe Erwähnung erfuhr der Ort in einer Schenkung des Heinrich von Plaien an das Stift Göttweig vor seiner Pilgerfahrt nach Jerusalem im Jahr 1101. Um 1200 trat mit den Herren von Kotzendorf ein regionaler Adel auf: 1168 wurde ein Alwik von Chocendorf, 1205 ein Rupert von Choscendorf erwähnt. Im Mittelalter hatten die Stifte Zwettl, Göttweig und Melk Besitz am Ort.
Laut Adressbuch von Österreich waren im Jahr 1938 in der Ortsgemeinde Kotzendorf ein Gastwirt und ein Landwirt mit Direktvertrieb ansässig.
Nach dem Anschluss wurde die Ortsgemeinde von der Gemeinde Gars einverleibt, 1945 wurde sie wieder selbstständig. 1971 wurde sie im Zuge der Gemeindezusammenlegungen zu einem Ortsteil der Marktgemeinde Gars am Kamp.

## Kultur und Sehenswürdigkeiten
Das Türkenmarterl ist ein aufgemauerter Bildstock am westlichen Ortsausgang, der mit einer Inschrift auf das Jahr 1597 datiert ist. Im Ort sind mehrere Gebäude aus der Biedermeierzeit erhalten (Haus Nr. 5, 7, 8 und 15), das Haus Nr. 13 weist einen kubischen Vorbau aus dem 16. Jahrhundert auf.

## Wirtschaft und Infrastruktur

### Verkehr
Der Ort ist nicht an den ÖPNV angeschlossen. Der nächstgelegene Bahnhof der ÖBB ist Gars-Thunau. Seit 1995 fährt der Garser Bus, eine Initiative des Wirtschaftsvereins „Gars Innovativ“, jeweils dienstags und freitags Kotzendorf, alle anderen Ortsteile und weitere Orte der Umgebung an, um Personen, die keinen PKW besitzen und keinen Anschluss an den ÖPNV haben, Einkäufe und Erledigungen in Gars am Kamp zu ermöglichen.
Im Ort befindet sich ein Hundesport und Ausbildungsverein der ÖHV Manhartsberg.